# علياء مصطفينا

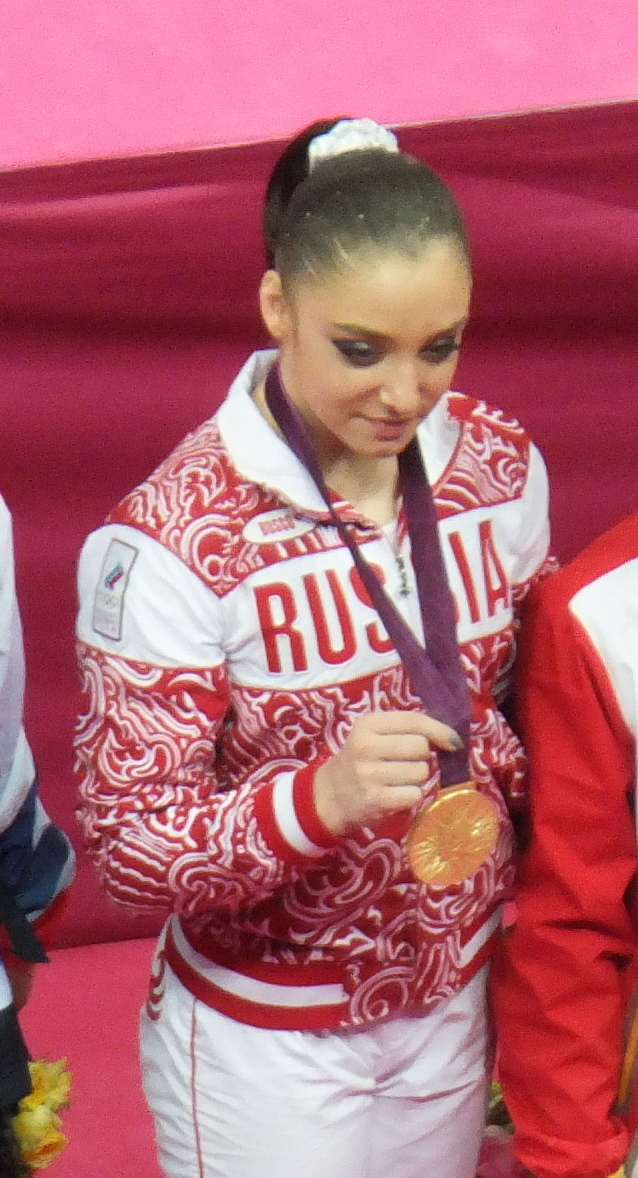
علياء تتوج بالذهبية في أولمبياد لندن 2012

علياء فرحات مصطفينا (بالروسية: Мустафина, Алия Фаргатовна)‏ (بالروسية:Алия́ Муста́фина أليا فارجاتوفنا موستفينا) ، و بالتترية: (أليا فارهات كيزي موستفينا) ، من مواليد 30 سبتمبر 1994، روسية تنتمي للعرق التتري، شاركت في دورة الألعاب الأولمبية بلندن 2012 لأول مرة، وحصلت على 4 ميداليات، ذهبية وفضية وبرونزيتان.

## روابط خارجية
- علياء مصطفينا على موقع الاتحاد الدولي للجمباز (licence) (الإنجليزية)
- علياء مصطفينا على موقع الاتحاد الدولي للجمباز (biography) (الإنجليزية)
- علياء مصطفينا على موقع اللجنة الأولمبية الدولية (الإنجليزية)
- علياء مصطفينا على موقع أوليمبيديا (الإنجليزية)